# Univerzita v Batmanu
Univerzita v Batmanu (turecky Batman Üniversitesi) je turecká univerzita nacházející se v tureckém Batmanu. Na škole se nachází 7 fakult, tři instituty, čtyři vysoké školy, sedm odborných škol a 12 výzkumných center.
V lednu 2017 prezident Recep Tayyip Erdoğan jmenoval rektorem univerzity Aydına Durmuşe, kterého v únoru 2021 nahradil İdris Demir.

## Historie
Univerzita v Batmanu byla založena 28. května 2007 zákonem o změnách ve vyhláškách připojených k zákonu o organizaci vysokých škol, zákonné vyhlášce o členech akademické obce vysokých škol a zákonné vyhlášce o obecných fakultách a postupech a schváleny tehdejším prezidentem Ahmetem Necdetem Sezerem.
Odborná škola vyššího vzdělávání v Batmanu byla zřízena v afiliaci k Úřadu univerzálních a formálních vysokých škol Ministerstva národního vzdělávání v akademickém roce 1975–1976 a v roce 1982 byla zákonným dekretem číslo 41 sloučena s Univerzitou Dicle. V roce 2007 instituce přijala název Univerzita v Batmanu, oddělila se od Univerzity Dicle a byla řízena na základě plné moci prostřednictvím rektora Univerzity İnönü.
Batman University dosáhla své samosprávy 9. září 2008, kdy byl rektorem jmenován Prof. Dr. Abdüsselam Uluçam. Současný rektor Aydın Durmuş byl jmenován 22. ledna 2017 a univerzita otevřela v akademickém roce 2018–2019 kromě stávajících kampusů Central a West Raman také kampusy Kozluk, Hasankeyf a Sason.

## Součásti univerzity
- Stomatologická fakulta
- Přírodovědecká a literární fakulta
- Fakulta inženýrství a architektury
- Fakulta technického vzdělávání
- Fakulta ekonomických a správních věd
- Fakulta výtvarných umění
- Fakulta technologická
- Fakulta islámských věd

## Seznam rektorů
- Prof. Dr. Abdüsselam Uluçam (2008–2017)
- Prof. Dr. Aydın Durmuş (2017–2021)
- Prof. Dr. İdris Demir (od 2021)